# Хаус Шпиталь
Кладбище Хаус Шпиталь — воинское захоронение, расположенное на северо-западе города Мюнстер.
На кладбище захоронено 816 воинов Первой мировой войны, преимущественно русские, а также 200 советских воинов Второй мировой войны.
Название Хаус Шпиталь изначально носило находившееся на месте поместье, принадлежавшее 	богадельне для вдов. В начале XX века территория стала использоваться в качестве военного плаца.
В 1914 году в уже имевшихся бараках учебного плаца был сооружён лагерь для военнопленных. В ходе Первой мировой войны в нём побывало около пятидесяти (по другим данным около двадцати) тысяч русских, сербских, французских, итальянских и английских военнопленных, что делало его самым крупным лагерем для военнопленных в Северной Германии. Французский архитектор Аугуст Дутуа, проведший в лагере 52 месяца, соорудил кладбище: участие приняли заключённые в лагере кузнецы и каменщики.
В ходе Второй мировой войны на кладбище была устроена братская могила для примерно 200 советских воинов. Также захоронены были 11 пилотов западных союзников, 23 француза и 53 итальянца. Тела воинов западных союзников в послевоенные годы были перезахоронены на их родинах.

## Галерея
- Вход на кладбище.
- Могилы Изота Пряникова и Неизвестного русского солдата.
- Могилы неизвестных русских солдат.
- Могилы Алексея Русака и Хершеля Волькенберга.
- Мемориальная стела.
- Гербы трёх держав на мемориальной стеле.

 Медиафайлы на Викискладе